# Luftangriff auf Bad Reichenhall

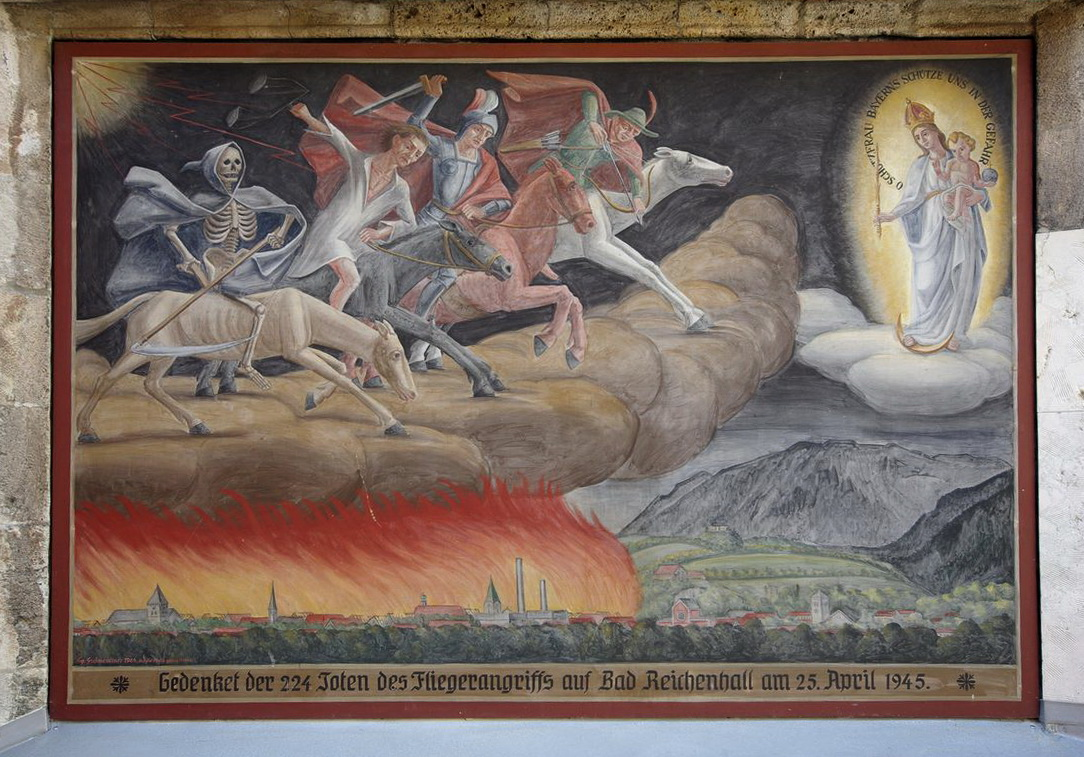
Gemälde an der Rückseite der Ägidikirche

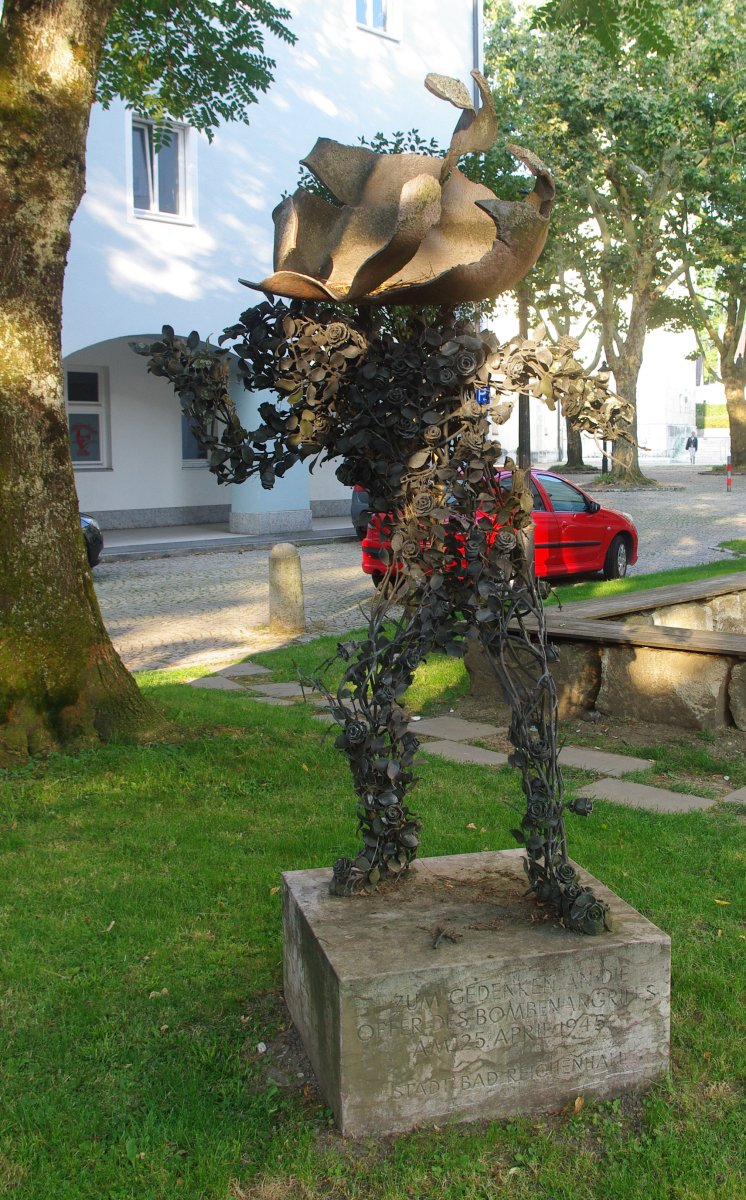
Denkmal von Angerer d. J. für die Opfer des Luftangriffs am Domprobst-von-Lechner-Platz

Der alliierte Luftangriff auf Bad Reichenhall fand am 25. April 1945, wenige Tage vor dem Ende des Zweiten Weltkriegs in Europa statt, und war die einzige gezielte Bombardierung der oberbayerischen Stadt Bad Reichenhall. An diesem Tag fanden über 200 Menschen den Tod. 66 Gebäude wurden total zerstört, weitere 221 Gebäude wurden zum Teil schwer beschädigt.

## Vorgeschichte
Bis April 1945 war Bad Reichenhall – trotz der Nähe zu strategisch wichtigen Zielen wie Salzburg und Berchtesgaden – von Luftangriffen größtenteils verschont geblieben. In Berchtesgaden hatte die Führungsgruppe Süd ihren Sitz, Hitlers bekannter Berghof befand sich dort und auch der Mythos um die Alpenfestung rückte Städte wie Bad Reichenhall gegen Ende des Zweiten Weltkriegs in den Fokus der Alliierten. Zudem gab es in Bad Reichenhall eine Garnison sowie die durch den Ort verlaufenden Bahnstrecken Freilassing–Bad Reichenhall und Bad Reichenhall–Berchtesgaden. Bad Reichenhall galt zu der Zeit auch als Sicherungsraum, dessen Kommando, das in einem Wirtshaus in Marzoll untergebracht war, insgesamt 3500 Mann unterstellt waren. Ab 1945 war zusätzlich das Oberkommando des Heeres im Hotel Deutscher Kaiser untergebracht.
Den ersten Fliegeralarm erlebte die Stadt am 16. Oktober 1944, als Salzburg zum ersten Mal aus der Luft bombardiert wurde. Am 22. November 1944 überflog ein Verband der USAAF mit über 500 Bombern und massivem Schutz durch Jagdflugzeuge das Reichenhaller Tal, um München anzugreifen. Am selben Tag wurde Salzburg in mehreren Wellen bombardiert. 30 Bomber warfen ihre Last über dem Heeresverpflegungsamt im benachbarten Piding ab. Die Bomben verfehlten jedoch ihr Ziel und trafen ein Wohngebiet an der Staufenbrücke auf der Reichenhaller Seite der Saalach, wo sich auch eine Baracke mit 40 Kriegsgefangenen befand. Ein 14-jähriges Mädchen starb bei dem Angriff. Das benachbarte Salzburg war zwischen Oktober 1944 und Mai 1945 Ziel von 15 Bombenangriffen mit mehr als 6000 Bombenabwürfen.
Bis April 1945 war Bad Reichenhall – trotz der Garnison u. a. mit Gebirgsjägerregiment und Gebirgsartillerie – von Luftangriffen größtenteils verschont geblieben.

### Lazarette, Krankenhäuser und Kinderlandverschickung

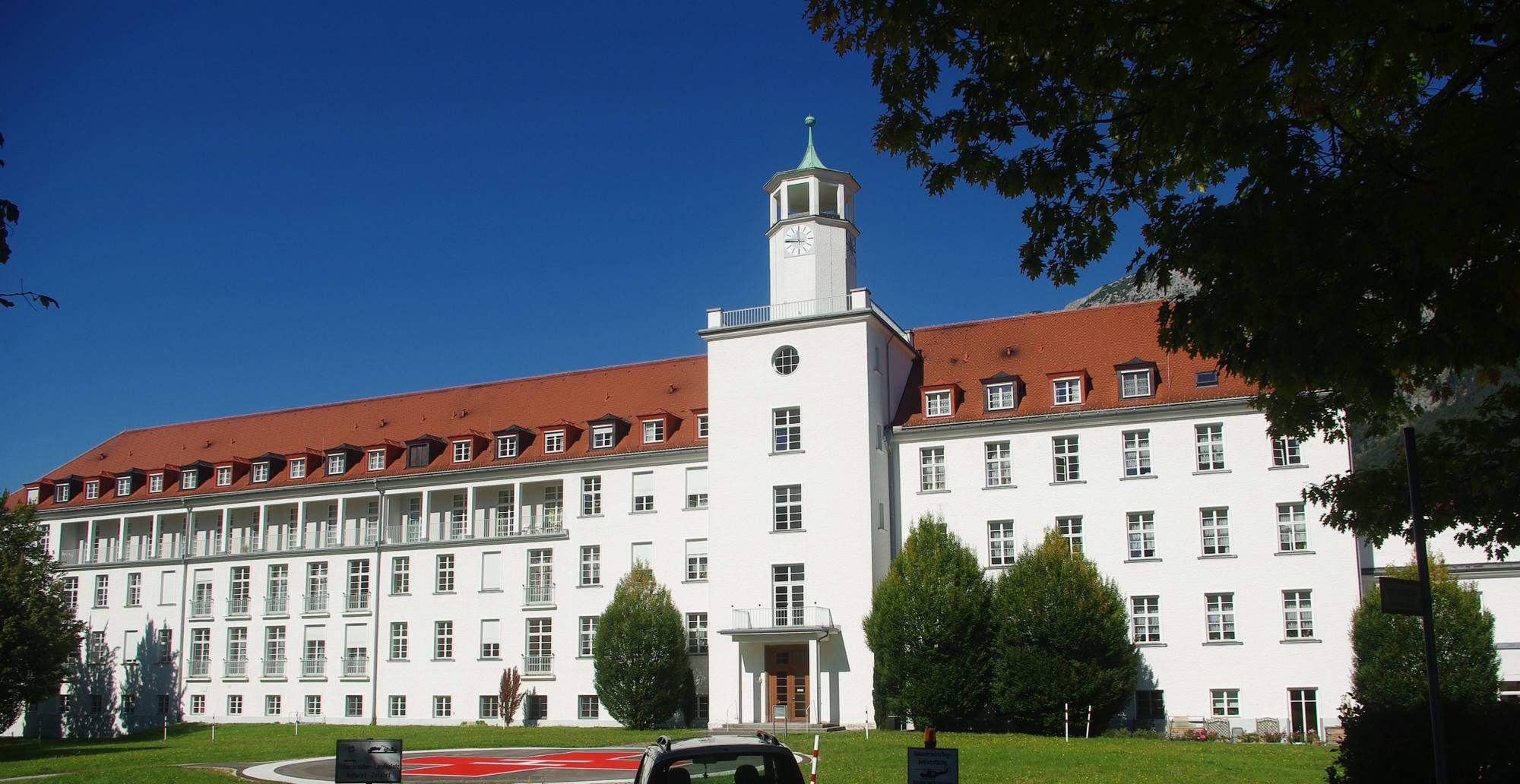
Städt. Krankenhaus, Schachnerbau

Zum Zeitpunkt des Angriffes befanden sich in Bad Reichenhall mehrere Lazarette. Neben dem Kurlazarett A im Versorgungskrankenhaus und dem Kurlazarett B im Feuerwehrheim bestanden Lazarette im Hotel am Forst, dem Predigtstuhlhotel, der Knabenschule, der Villa Germania, im Sparkassenheim mit Villa Aurora, im Neuen Kurhotel, im Sanatorium der Barmherzigen Brüder mit insgesamt drei Häusern, der Villa Henkel, der Pension Hansi, der Villa Astoria und im Hotel Panorama. Im Parkhotel war das Verwaltungsgebäude mit Chefarzt, Standortarzt und Führer der Heeres-Sanitätsstaffel Bad Reichenhall untergebracht.
An Krankenhäusern existierten zum Zeitpunkt des Luftangriffes neben dem Städtischen Krankenhaus mit Zivilabteilung, Militär-Lazarett-Abteilung und dem Innocentiaheim das Ausweichkrankenhaus Axelmannstein, das Ausweichkrankenhaus Luisenbad, das Ausweichkrankenhaus Friedrichshöhe, das Haus Excelsior sowie das Schwangeren- und Kinderheim Laxenburg, in denen insgesamt 750 Menschen untergebracht oder tätig waren.
Im April 1945 gab es in Bad Reichenhall von ursprünglich 28 noch 15 Kinderlandverschickungsheime. Diese befanden sich im Haus Alpenblick, im Haus Almrausch, im Haus Berta, im Haus Dora, im Haus Gartenlaube, im Haus Margarita, im Gasthaus Müllnerhorn, im Münchner Hof, im Haus Palmina, im Haus Rein, im Landhaus Schütz, im Schweizerhaus, im Haus Toskana, im Hotel Vier Jahreszeiten und im Haus Verona. Die Häuser Almrausch, Rein und Vier Jahreszeiten wurden durch den Angriff beschädigt, das Haus Margarita und das Gasthaus Müllnerhorn wurden durch Bombeneinschläge zerstört.

#### Keine deklarierte Lazarettstadt
In Bad Reichenhall befand sich zum Zeitpunkt des Angriffs über ein Dutzend Lazarette. Eine Deklarierung als Lazarettstadt war nach internationalen Kriegsbestimmungen jedoch nicht möglich, da sich in Bad Reichenhall der Führungsstab des OKH, mehrere Kommandostellen und Soldaten befanden. Vor allem von städtischer Seite wurde mehrfach auf einen vollständigen Abzug des Militärs gedrängt, eine eindeutige Erklärung, dass Bad Reichenhall Lazarettstadt sei, unterblieb jedoch seitens der zuständigen Stellen. Deshalb waren auf den Dächern der Lazarette keine roten Kreuze angebracht. Am Tag des Angriffs stand jedoch ein deutlich gekennzeichneter Lazarettzug im Bahnhof, der ebenfalls ein Opfer des Bombenangriffs wurde.

### Luftschutzeinrichtungen

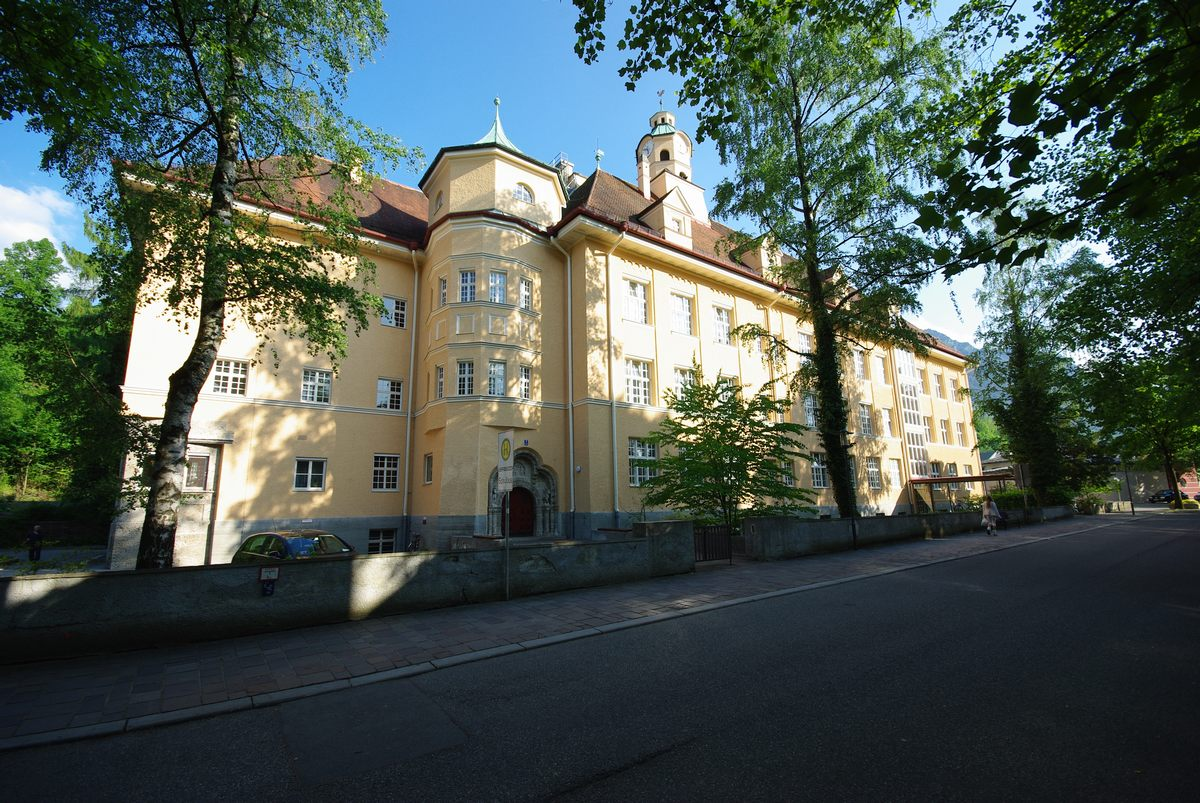
Knabenschule

Für das Oberkommando des Heeres waren die Luftschutzanlagen unter dem Anwesen Berghof, oberhalb des Parkplatzes der Knabenschule (heutige Heilingbrunnerschule), bestimmt. Es handelte sich dabei um zwei Stollen von 15 bzw. 20 m Länge mit einem Querschnitt von 2,3 × 2,4 m. Die Kammern zu den Stollen wurden nicht mehr fertiggestellt. An der Ecke Innsbrucker Straße/Kammerbotenstraße war ein erhaltenes Teilstück des Abstreitermühlbaches auf 150 m Länge zu einem Luftschutzraum ausgebaut worden. In Kirchberg existierten zwei Splittergräben von jeweils 50 m Länge mit 40 cm starken Wänden und 30 cm starken Tonnengewölben. Ähnliche Anlagen befanden sich im Reservelazarett Sparkassenheim sowie im ehemaligen Militärerholungsheim. Am Bahnhof befand sich ein 50 m langer überdeckter Splittergraben. Der größte und sicherste Luftschutzraum mit Platz für 1000 Menschen war der Quellenbau unterhalb der Alten Saline.

## Ablauf

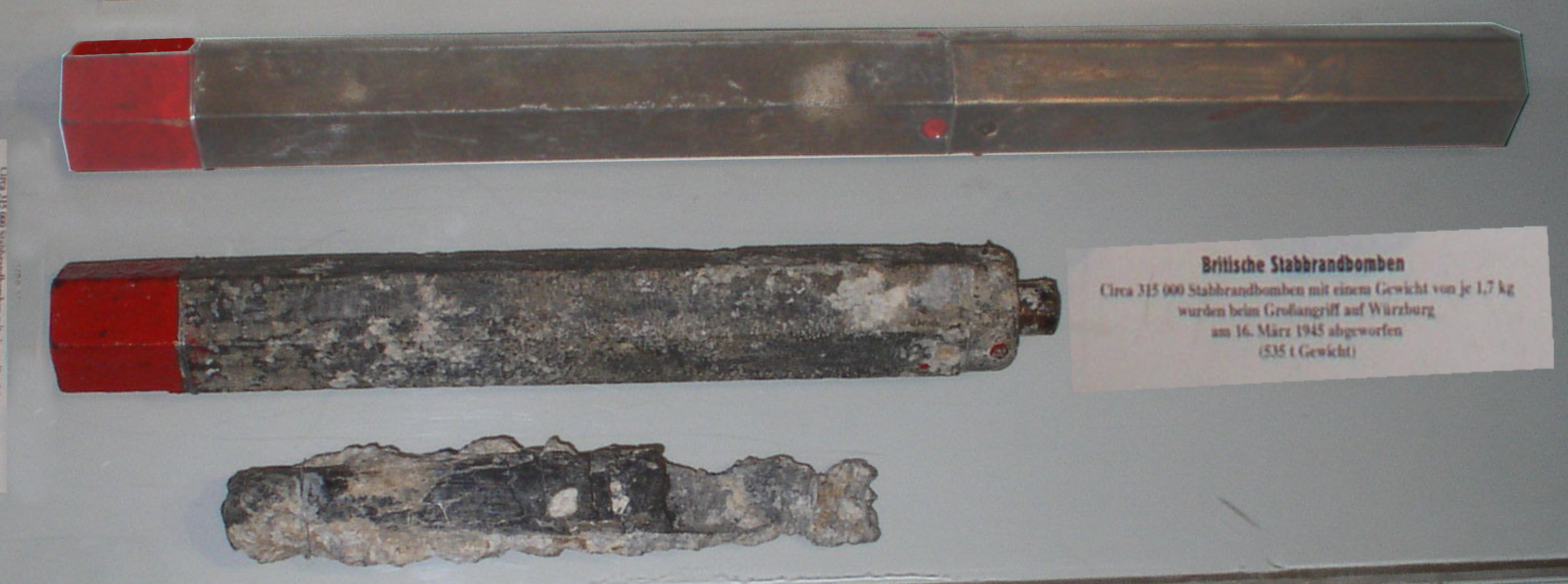
Britische Stabbrandbombe, die USAAF verwendeten nahezu baugleiche Brandbomben

Am Morgen des 25. April 1945 gibt es in der Luftschutzzentrale der Stadt Bad Reichenhall die ersten Eintragungen:
- 8:22 Uhr: Viermotoriger Verband im Raum Weilheim – Kurs Osten
- 8:36 Uhr: Bomberverband am Schliersee
- 8:44 Uhr: Fliegeralarm!
- 8:50 Uhr: Akute Luftgefahr
- 9:00 Uhr: Bombenabwurf im Raum Berchtesgaden

Zwei Minuten später waren die ersten Bomber in Bad Reichenhall. Die ersten Bomben fielen am Nordhang des Lattengebirges, am Ortsrand und am Südhang des Staufens. Es handelte sich um Notabwürfe aus Maschinen der Royal Air Force, die sich auf dem Rückflug von Berchtesgaden befanden. Eine Bombe explodierte im Nebengebäude der Villa Dr. Schöppner an der Luitpoldstraße und in der Nähe der Padinger Alm fiel eine Bombe auf freies Feld.
- 10:24 Uhr: Vorentwarnung für den Raum Reichenhall
- 10:40 Uhr: 30 bis 40 viermotorige Bomber im Raum Straubing-Plattling, Kurs Ost
- 10:43 Uhr: Die Flugzeuge sind nun über Pfarrkirchen
- 10:50 Uhr: Erneut Fliegeralarm für Reichenhall, 200 – 300 Bomber im Raum Tittmoning
- 10:54 Uhr: Akute Luftgefahr für unsere Stadt (letzte Eintragung in die Meldeliste).

„Was nun in 6 Minuten eines wolkenlosen Frühlingstages aus zweitausend bis dreitausend Meter Höhe auf die Stadt herabbraust, ist die Hölle. Rund dreihundert Spreng- und viertausend Stabbrandbomben verlassen die Bombenschächte von ca. 40 amerikanischen viermotorigen Bombern.“

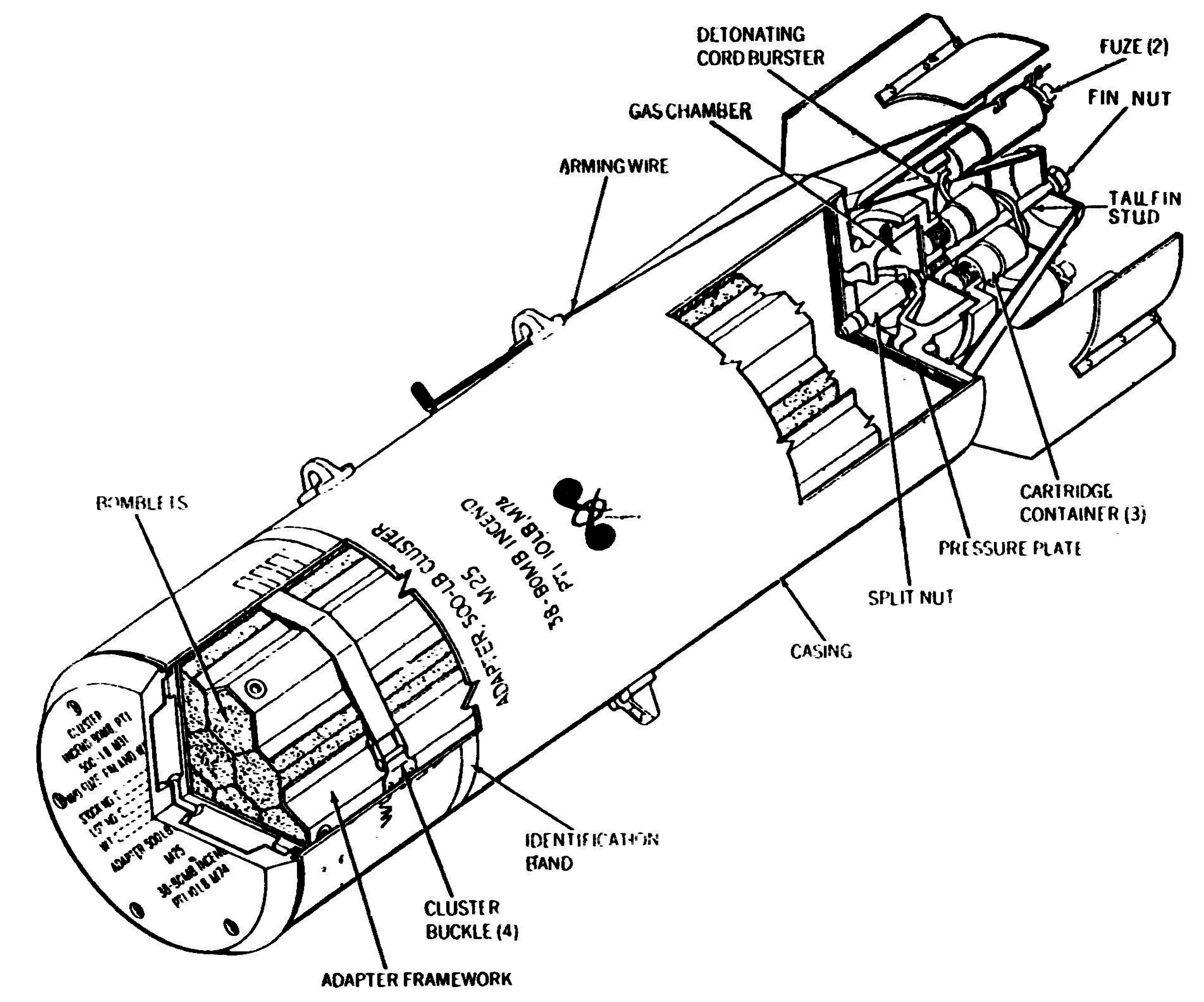
Schnittzeichnung eines Clusterbehälters für Brandbomben der USAAF

Von den 200–300 von einer Basis in England gestarteten Bombern der 8th Air Force der United States Army Air Forces griffen 56 Bomber des Typs B-24 „Liberator“ mit einer Jagdflugzeugeskorte die Stadt an. Innerhalb weniger Minuten warfen die Bomber ihre tödliche Last über der Stadt ab. Über die Anzahl der abgeworfenen Bomben gibt es unterschiedliche Aussagen, die bei den Stabbrandbomben darin begründet liegt, dass diese relativ kleinen Brandbomben (ca. 2 kg, ca. 5 cm Durchmesser, ca. 60 cm Länge) immer in sog. Bombenclustern abgeworfen werden, bei denen mehrere Dutzend Bomben in einem großen Behälter abgeworfen werden, der sich erst im Flug öffnet und damit die Zielgenauigkeit der kleinen und sehr leichten Brandbomben erhöhen soll. Die Zahl ist also davon abhängig, ob man nur die abgeworfenen Behälter oder jede einzelne Brandbombe zählt.
Der Angriff der Stadt galt nachweislich den Gleisanlagen und Zugstationen, die für den Nachschub nach Berchtesgaden und einer möglichen Alpenfestung nötig gewesen wären. Deshalb befanden sich die meisten Schäden in der Nähe des Kirchberger Bahnhofes im Kammerbotenviertel, in der Salinenstraße und in der Poststraße sowie in der Nähe des Hauptbahnhofes.

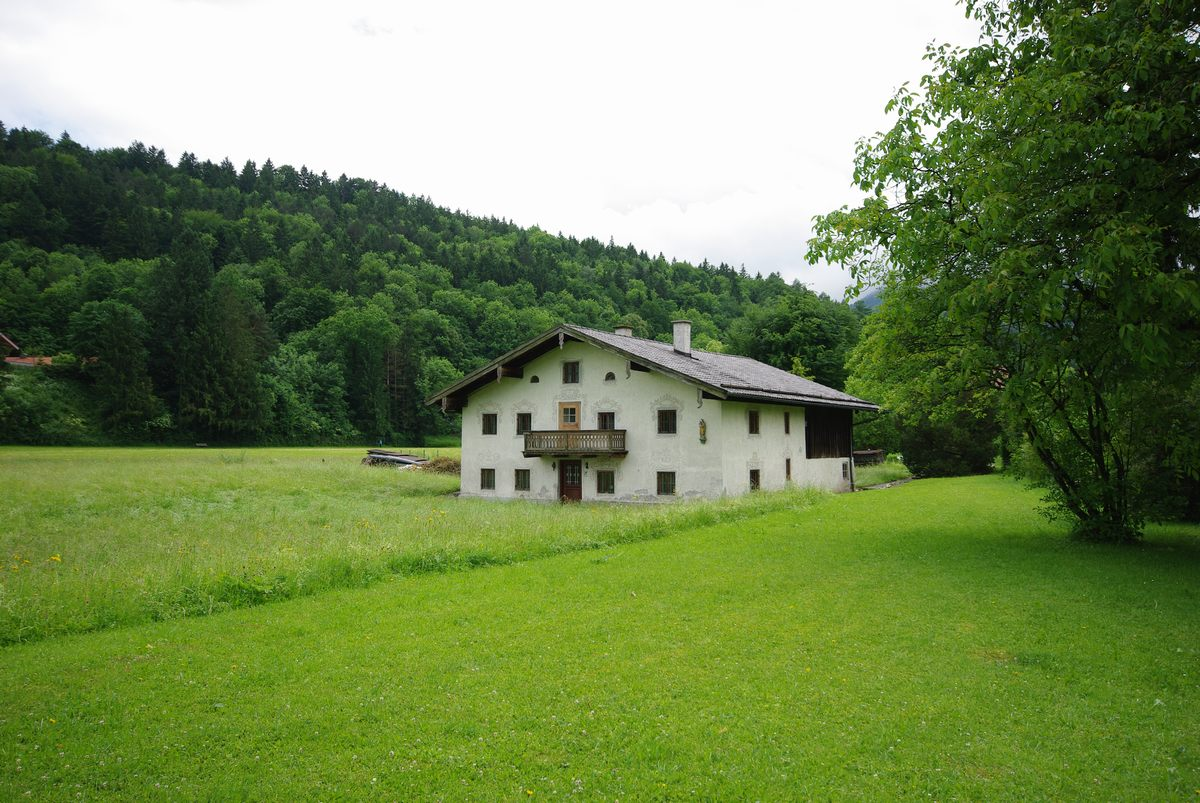
Klosterlehen in der Moislkurve in St. Zeno

Nach dem Ende des Bombardements verzeichnete man in der Stadt 53 Großfeuer, 110 Mittelfeuer und etwa 200 Kleinfeuer. Großfeuer waren unter anderem am Beamtenstock der Alten Saline, wo wegen Wassermangels zeitweise mit Sole gelöscht wurde, in der oberen Poststraße, im Hotel Post, im Bürgerbräu, im städt. Baustadel, im Bahnhofsviertel, in der Frühlingstraße, im Reservelazarett Astoria, im Holz- und Kohlelager Berger, im Baugeschäft Schubert, in der Münchner Bierhalle, beim Donhauser, in der Schreinerei Fischer, in der oberen Stadt, in der Villa Thauerstein, in Kirchberg, in St. Zeno beim Moisl, beim Argstatter und in der Meierei Spieldiener.
Die Löschzüge der Stadt hatten bei Fliegeralarm planmäßig ihre dezentralisierten Alarmplätze bezogen, durch einen Ausfall der Befehlsstelle war ein koordinierter Einsatz für den Wehrführer Anton Andeßner vorerst nicht möglich. Jeder Löschzugführer setzte anfangs seine Männer und Ausrüstung dort ein, wo es am sinnvollsten erschien. Bis zum Nachmittag waren die Feuerwehren von Karlstein, Großgmain, Bayerisch Gmain, Weißbach, Jettenberg, Piding, Marzoll, Anger, die Werkfeuerwehr aus Hammerau sowie die Wehren aus Freilassing und Berchtesgaden eingetroffen und wurden mit eingesetzt. Durch den Kriegseinsatz war die Personalstärke der Bad Reichenhaller Feuerwehr stark dezimiert, während der Kriegsjahre wurde dies durch den Einsatz der Frauen- und Jugendfeuerwehr zum Teil kompensiert. Die Löscharbeiten wurden dadurch erschwert, dass ein Teil der Hauptwasserleitung am Streitbichl, in der Innsbrucker-, Salinen-, Kammerboten-, Post- und Frühlingstraße sowie in der Moislkurve in der Salzburger Straße in St. Zeno zerstört war und damit nahezu alle Hydranten ausfielen. Zudem waren zahlreiche Männer des Volkssturms außerhalb der Stadt eingesetzt und konnten erst spät zur Brandbekämpfung eingesetzt werden.
Durch den gemeinsamen Einsatz der Feuerwehren der Region gelang es, die Feuer der Großbrände im Laufe des Tages in den Griff zu bekommen und auf den eigenen Brandherd zu beschränken. Ab 18 Uhr galten die Feuer als eingedämmt.
Die gesamte Dauer der Brandbekämpfung zog sich über fünf Tage hin. Ab da waren nur noch wenige Glutnester unter Aufsicht. Verluste bei der Feuerwehr waren keine zu beklagen, jedoch mehrere schwere und leichte Verletzungen. Die Feuerwehr Bad Reichenhall setzte acht Motorspritzen ein, die Feuerwehr Berchtesgaden zwei und die restlichen Wehren jeweils eine. Es wurden insgesamt ca. 8000 Meter Schlauchmaterial verwendet.
In einer koordinierten Aktion wurden an diesem Tag neben Bad Reichenhall auch Berchtesgaden und Freilassing angegriffen. Ziel war es, die Nachschublinien per Eisenbahn sowie militärische Infrastruktur in unbekanntem Ausmaße in Obersalzberg zu zerstören.

## Opfer

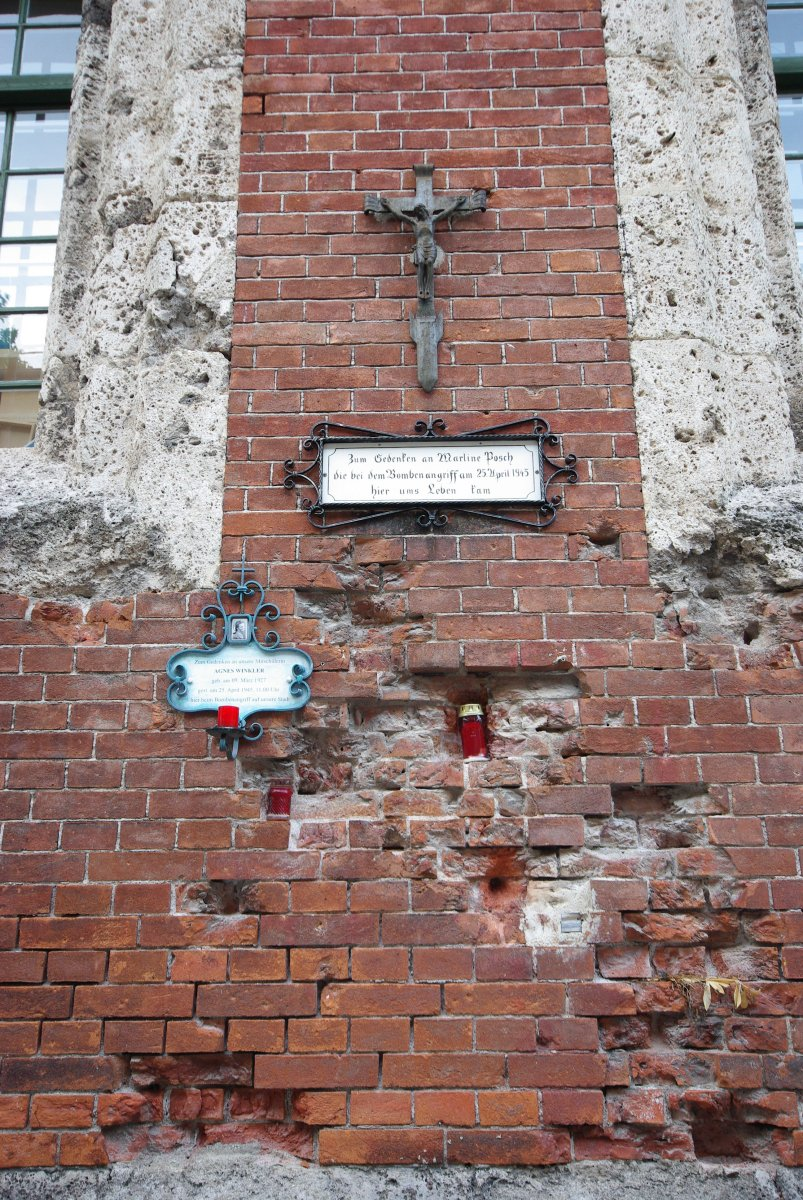
Gedenktafel für Opfer des Bombenangriffs an einem Gebäude der Alten Saline

Über die Opferzahl gibt es unterschiedliche Aussagen. Fritz Hofmann, der in seinem Werk Die Schreckensjahre von Bad Reichenhall am ausführlichsten auf den Luftangriff eingeht und alle Opfer mit Namen, Alter, Beruf und Fundort angibt, spricht von 196 Toten, zwölf Vermissten sowie zwölf Opfern, die nicht identifiziert werden konnten. Dr. Herbert Pfisterer nennt in Bad Reichenhall in seiner bayerischen Geschichte „rund 200“ Tote, Johannes Lang erhöht die Zahl in Geschichte von Bad Reichenhall auf „mindestens 215“.
Etwa 1000 Einwohner der Stadt wurden obdachlos.
Unter den Opfern waren 24 Kinder im Alter bis zwölf Jahre und sechs Jugendliche.
Das jüngste Opfer – ein zwölf Tage alter Säugling – starb wie die Mutter sowie weitere Familienangehörige und Hausbewohner im schwer beschädigten Haus in der Frühlingstraße 14. Das älteste Opfer war ein 81 Jahre alter Rentner, der im oder am Haus Salinenstraße 3 verstarb.
Eine ausführliche Liste der Opfer mit Name, Alter und Fundort findet sich in Die Schreckensjahre von Bad Reichenhall von Fritz Hofmann.
Heute finden sich auf dem Friedhof St. Zeno noch einige Gräber der Opfer.

## Schäden

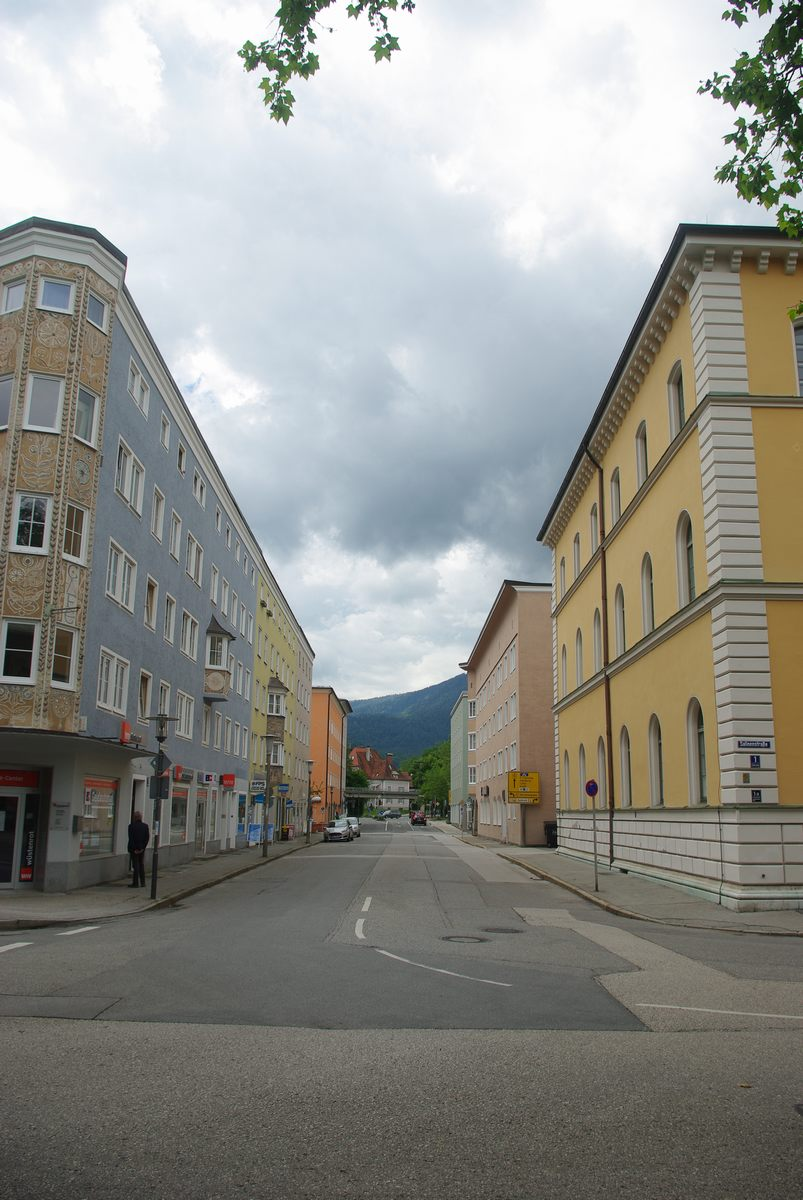
Die Kammerbotenstraße heute, nach der Bombardierung waren die Gebäude links nur noch ein Trümmerfeld

Total zerstört wurden 185 Wohnungen und 11 Lebensmittelgeschäfte mit Vorräten sowie fast alle Bäckereien der Stadt und ein Lagerhaus. Ebenfalls zerstört wurde die einzige Brauerei der Stadt, der Bürgerbräu. Zudem war das Kammerbotenviertel mit Mädchenschule und die obere Poststraße völlig zerstört. Gleiches gilt für das Gebiet um den Bahnhof mit Betriebsgebäude, die Gleisanlagen, einen leeren Lazarettzug mit 20 Wagen sowie weite Teile der Frühlingstraße mit Telegrafen- und Fernsprechamt. Schwere Schäden trugen das Postamt, das Grandhotel Axelmannstein (damals ein Münchner Ausweichkrankenhaus), ein Reservelazarett, der Beamtenstock der Alten Saline, die Poststraße sowie zwei Kinderlandverschickungslager und eine große Anzahl von Hotels und Pensionen davon.
Insgesamt wurden 66 Gebäude total zerstört, 38 schwer beschädigt, 28 trugen mittlere Schäden und 155 leichtere Schäden davon. In seinem Buch Die Schreckensjahre von Bad Reichenhall listet Fritz Hofmann all diese Gebäude auf, sortiert nach der Schwere der Schäden.
In der Peter-und-Paul-Gasse 6 sowie in der Pfarrkirche St. Nikolaus explodierten die Sprengbomben nicht.
Brandmeldungen wurden aus folgenden Bereichen der Stadt registriert:
- Bereich um den Bahnhof Kirchberg, insbesondere die Obere Stadt und das Kammerbotenviertel: Berchtesgadener Straße, Florianiplatz, Glück im Winkel, Gruttensteingasse, Kammerbotenstraße, Kiblinger Weg, Salinenstraße, Tiroler Straße, Peter-und-Paul-Gasse, Rathausplatz, Waaggasse, Wörgötterplatz
- Bereich um den Bahnhof: Bahnhofplatz, Bahnhofstraße, Frühlingstraße
- Bereich um die Innsbrucker Straße: Forstamtstraße, Gabelsbergerstraße, Getreidegasse, Im Angerl, Innsbrucker Straße, Kanalstraße
- Bereich Salzburger Straße (Nähe Bahnhof): Klosterstraße, Ludwigstraße, Mackstraße, Ottilienstraße, Salzburger Straße, Wisbacherstraße
- Weitere, vereinzelte Meldungen: Hammergrund, Luitpoldstraße, Staufenbrücke

## Bewertung
„Trotz der erschreckend hohen Opferzahlen, die durch nichts zu rechtfertigen sind, hatte es sich nicht um ein Flächenbombardement gehandelt, wie zuvor in Hamburg oder Dresden durch die RAF geschehen, weshalb man im Falle von Bad Reichenhall nicht von einem ‚Terrorangriff‘ sprechen kann.“

Die örtliche NS-Propaganda bezeichnete den Angriff jedoch am gleichen Tag noch als Terrorangriff auf Bad Reichenhall und geißelte in der Folge mehrmals den wahllosen Abwurf von Spreng- und Brandbomben.

## Trivia
Die Elefanten des Circus Krone hatten bis nach Kriegsende ihr Quartier in der Alten Saline, um den vielen Bombenangriffen auf München zu entkommen. Die Saline wurde während des Luftangriffs nicht nennenswert beschädigt und die Elefanten, die oft mit ihren Pflegern durch die Stadt marschierten und ihren Durst am Brunnen im Kurgarten stillten, haben ihre Zeit in der Stadt und auch den Luftangriff gut überstanden.
Nach dem Luftangriff auf Bad Reichenhall kam in der Stadt das Gerücht auf, der jüdische Arzt Gustav Ortenau hätte durch einen Appell an die Alliierten über Radio Beromünster eine noch größere Zerstörung verhindert. Ortenau genoss bei den Bürgern der Stadt auch während der NS-Zeit hohes Ansehen und verließ als einer der letzten Juden im Mai 1939 die Stadt ins Exil nach Basel.

## Nachwirkungen
Jedes Jahr, am 25. April um elf Uhr, läuten in Bad Reichenhall die Glocken der Kirchen, um an den Angriff auf die Stadt und die vielen Toten zu erinnern.